# 스타더스트 크루세이더즈
《스타더스트 크루세이더즈》는 아라키 히로히코의 일본 만화 《죠죠의 기묘한 모험》의 3부이다. 슈에이샤의 〈주간 소년 점프〉에 1989년 4월 3일부터 1992년 4월 27일까지 총 152화에 걸쳐 연재됐으며 단행본으로 16권으로 엮여 발매됐다. 연재 당시 제목은 《죠죠의 기묘한 모험 제3부: 미래를 향한 유산》이었다. 《전투조류》의 후속편이며 이후 《다이아몬드는 부서지지 않는다》로 이어졌다.
이야기의 무대는 《전투조류》로부터 오랜 시간이 지난 1987년으로, 주인공은 죠나단 죠스타의 손자이자 일본의 불량 고등학생 쿠조 죠타로이다. 죠타로는 전투에 사용할 수 있는 '스탠드' 능력 스타 플래티넘을 각성한 것을 계기로, 할아버지 죠스타와 다른 스탠드 사용자들과 함께 이집트의 카이로에서 여행하며, 최종적으로 죠스타 가문의 숙적 디오와 맞서 싸우게 된다.
《스타더스트 크루세이더즈》는 1993년 OVA 애니메이션으로 제작됐으며 캡콤이 출시한 1999년 대전 격투 게임의 토대가 됐다. 2012년에는 데이비드 프로덕션이 주도하는 《죠죠의 기묘한 모험》 애니메이션 시리즈의 일부로서 《죠죠의 기묘한 모험: 스타더스트 크루세이더즈》가 제작돼 일본서 2014년 4월부터 2015년 6월까지 방영됐다.

## 관련 매체
1992년부터 1993년까지 《스타더스트 크루세이더즈》에 기반한 오디오 드라마가 총 3편으로 나뉘어 발매됐다.

## 참조

### 주해
1. ↑  일본어: スターダストクルセイダース, 일본어: Stardust Crusaders
2. ↑  일본어: ジョジョの奇妙な冒険 第三部 空条承太郎 ―未来への遺産―